# 横浜市立本郷中学校
横浜市立本郷中学校（よこはましりつほんごうちゅうがっこう）は、神奈川県横浜市栄区桂町にある公立中学校。

## 沿革
- 1947年
  - 4月1日 - 横浜市立本郷中学校創立（旧戸塚区中野町1番地）
  - 5月5日 -  開校式挙行 校章制定
- 1948年8月15日 - 戸塚区小菅ヶ谷町1番地に移転 校地４，３００坪、校舎６２３坪、運動場４，１８５坪
- 1950年5月11日 - 校歌制定
- 1966年2月25日 - 環境美化優良校表彰
- 1969年6月1日 - 住居表示変更のため戸塚区桂町84－14となる
- 1973年5月4日 - 開校記念日を5月4日と制定
- 1975年4月1日 - 横浜市立上郷中学校（犬山方面校）独立開校
- 1978年4月1日 - 横浜市立桂台中学校（桂台方面校）独立開校
- 1980年4月1日 - 横浜市立西本郷中学校（中ノ坪方面校）独立開校（一学期は本郷中学校内同居）
- 1981年4月1日 - 帰国子女教育専任教諭配置校（市教委）となり、文部省帰国子女教育研究校となる
- 1982年3月1日 - 校誌「ほんごう」創刊号発行
- 1983年4月1日 - 横浜市立小山台中学校（小山方面校）独立開校
- 1986年11月3日 - 栄区創設のため住所変更
- 1987年2月10日 - 帰国子女教育実践報告会
- 1988年4月1日 - 特殊学級開設
- 1989年4月5日 - 特殊学級2学級（精薄．情緒）となる
- 2005年1月17日 - 通学区域一部変更（上郷町41番地、47番地の1、48番地の4、62番地の2、81番地の3～5、15～16を追加）

## 学校教育目標
『自ら学び　ひととつながり　しなやかに未来を拓く人』
- 知：向上心をもち、主体的に考え学び続ける人
- 徳：自他ともに大切にし、真心と思いやりのある人
- 体：自ら健康・体力づくりに努め、心身ともにたくましく生きる人
- 公：元気なあいさつを通し、地域や社会とともに歩む人
- 開：多様性を尊重し、広い視野をもって未来へ進む人

### 学校スローガン（めざす学校像）
- あ  せ  か  け

｢労｣「聴」「認｣の姿勢を大切にしてきた「チーム本郷」をベースにして、あ「挨拶」、せ「清掃」、か「感謝」、け「けじめ」を生活規律とし、生徒と教職員が一緒になって汗をかきながら、子どもが主役の学校づくりをすすめる

## 部活動

### 運動部
- 野球部
- サッカー部
- ソフトボール部
- 男子バスケットボール部
- 女子バスケットボール部
- 男子バレーボール部
- 女子バレーボール部
- 剣道部
- 男子バドミントン部
- 女子バドミントン部
- 男子ソフトテニス部
- 女子ソフトテニス部

### 文化部
- 吹奏楽部
- 美術部

## 通学区域
当校の通学区域は以下の通り
- 横浜市立本郷小学校区域の大部分
- 横浜市立桜井小学校区域の一部
- 横浜市立本郷台小学校区域の一部
- 横浜市立公田小学校区域の一部

## 交通
- JR京浜東北根岸線 本郷台駅下車、所要時間 徒歩7分。
- 神奈川中央交通バス・江ノ電バス天神橋バス停下車  徒歩6分。